# Joan Diví i Borràs
Joan Diví i Borràs (Sant Climent de Llobregat, Baix Llobregat, agost de 1872 - 24 de novembre de 1954), conegut com el pagés poeta, va ser un pagès i poeta català.
Joan Diví va néixer a la masia de Can Colomer de les Valls, a Sant Climent de Llobregat, el 1872. Allà va transcórrer la seva infantesa, al voltant de la masia. Durant la seva vida combinà el seu ofici de pagès amb la seva dedicació a la poesia, reflectint a través dels seus escrits la vida quotidiana d'un poble i d'una època. La revista Destino recull una crítica del llibre El pagès poeta i destaca a més del seu valor folklòric, els detalls de la vida del pagès, que havent passat pocs anys a l'escola és capaç d'escriure a través dels seus versos la vida d'una gent i d'un poble.
Els seus records de joventut quedaran plasmats en la seva obra El Janet i la masia, escrita en 1927. Un altre dels seus escrits a destacar fou La meva vida, redactada el 1950. Obres històriques del poeta foren Endevinalles en vers fetes a fimflosca o Vuitanta anys de Sant Climent (Curiositats del temps vell). Totes elles reflecteixen aspectes de la cultura i la saviesa popular de Catalunya i de Sant Climent de Llobregat en particular. Les masies, fonts, església, escola, cementiri, els seus habitants i costums, curiositats, sobrenoms, relats de festes i devocions... tot queda retratat en els versos de Joan Diví.
El 2016, coincidint amb el Dia Internacional dels Museus, se li va fer un homenatge al seu poble natal, al Museu d'Eines del Pagès, amb una representació poètica i musical inspirada en les vivències i els escrits del poeta.